# Victor-François de Broglie
Victor-François de Broglie [də ˈbʀœj] wymowaⓘ (ur. 19 października 1718, zm. 30 marca 1804 w Münster) – francuski arystokrata, polityk i wojskowy, książę de Broglie, marszałek Francji od 1759 roku. W latach 70. XVIII wieku był gubernatorem Trzech Biskupstw oraz Alzacji.

## Życiorys
Jego ojciec, François Marie de Broglie, był marszałkiem Francji, służyli razem we Włoszech podczas wojny o sukcesję austriacką. Od 1734 roku służył jako kapitan kawalerii i adiutant swojego ojca w bitwach pod Parmą i Guastallą. Walczył także w szturmie na Pragę w 1741 roku, w kampaniach prowadzonych na Renie w latach 1744–1745 oraz w Niderlandach w 1747 roku. 1 marca tego samego roku został mianowany adiutantem generała piechoty. 26 kwietnia 1742 roku został awansowany na generała brygady, a rok później został generałem dywizji piechoty. 1 maja 1745 roku awansowano go do stopnia maréchal de camp. Po śmierci ojca przejął tytuł księcia de Broglie. Służył następnie we Flandrii. 10 maja 1748 mianowano go generałem porucznikiem.
W 1759 roku w trakcie wojny siedmioletniej walczył pod Bergen, nieopodal Frankfurtu. Po zwycięstwie nad Ferdynandem z Brunszwiku, Ludwik XV mianował go marszałkiem Francji, a od cesarza Franciszka I otrzymał tytuł księcia Świętego Cesarstwa Rzymskiego. W 1770 roku został gubernatorem Trzech Biskupstw, a następnie Alzacji. W lipcu 1789 roku Ludwik XVI mianował go ministrem wojny i dowódcą wojsk zgromadzonych wokół Wersalu. Krótko po tym zmuszony został do emigracji. Wyjechał do Luksemburga, następnie w trakcie rewolucji dowodził armią w Condé. Został także radnym hrabstwa Prowansji. W 1797 wyjechał do Rosji, następnie w 1798 do Rygi, a w końcu do Münster, gdzie zmarł w 1804 roku.